# (189011) Ogmios
(189011) Ogmios est un astéroïde Amor découvert le 8 juillet 1997 par le programme ODAS à Caussols.